# 日本の獣肉食の歴史
日本の獣肉食の歴史（にほんのじゅうにくしょくのれきし）では、日本（大和民族）における獣肉食の歴史について述べる。

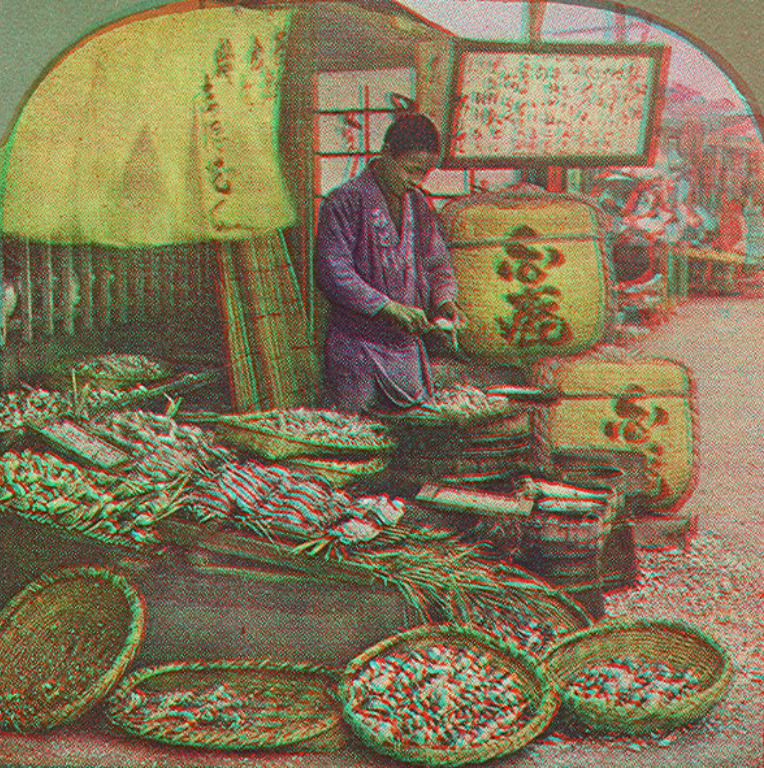
1900年代の横浜、貝類や山鯨を売る店

日本では古来、食用の家畜を育てる習慣が少なく、主に狩猟で得たシカやイノシシの肉を食していた。仏教伝来以降は、獣肉全般が敬遠されるようになっていったが、日本人の間で全く食べられなくなったという時期は見られない。獣肉食に関する嫌悪感も時代とともに変わっていったが、おおむね、狩猟で得た獣肉は良いが家畜を殺した獣肉は禁忌、そして足が多いほど禁忌（哺乳類＞鳥＞魚）と考えられることが多かった（タコ・イカは毛が生えていない小型海産動物の魚介類とみなし例外）。江戸時代以降、魚肉より獣肉消費量が上回るのは第二次世界大戦後の高度成長期以後のことである。

## 狩猟時代

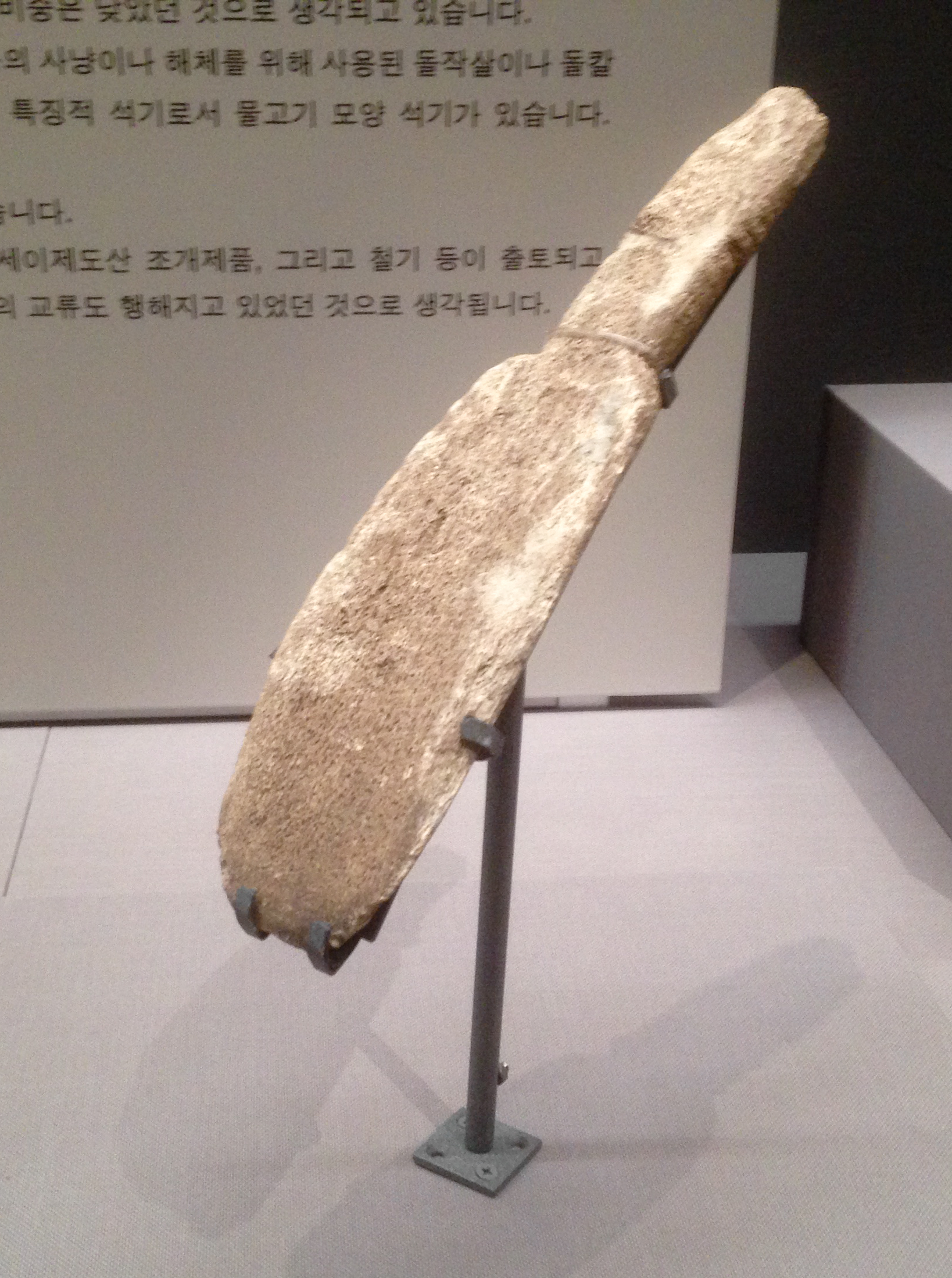
鯨の骨で作られたとされる縄文時代の鍬（北海道室蘭市絵鞆半島出土、東京国立博物館蔵）

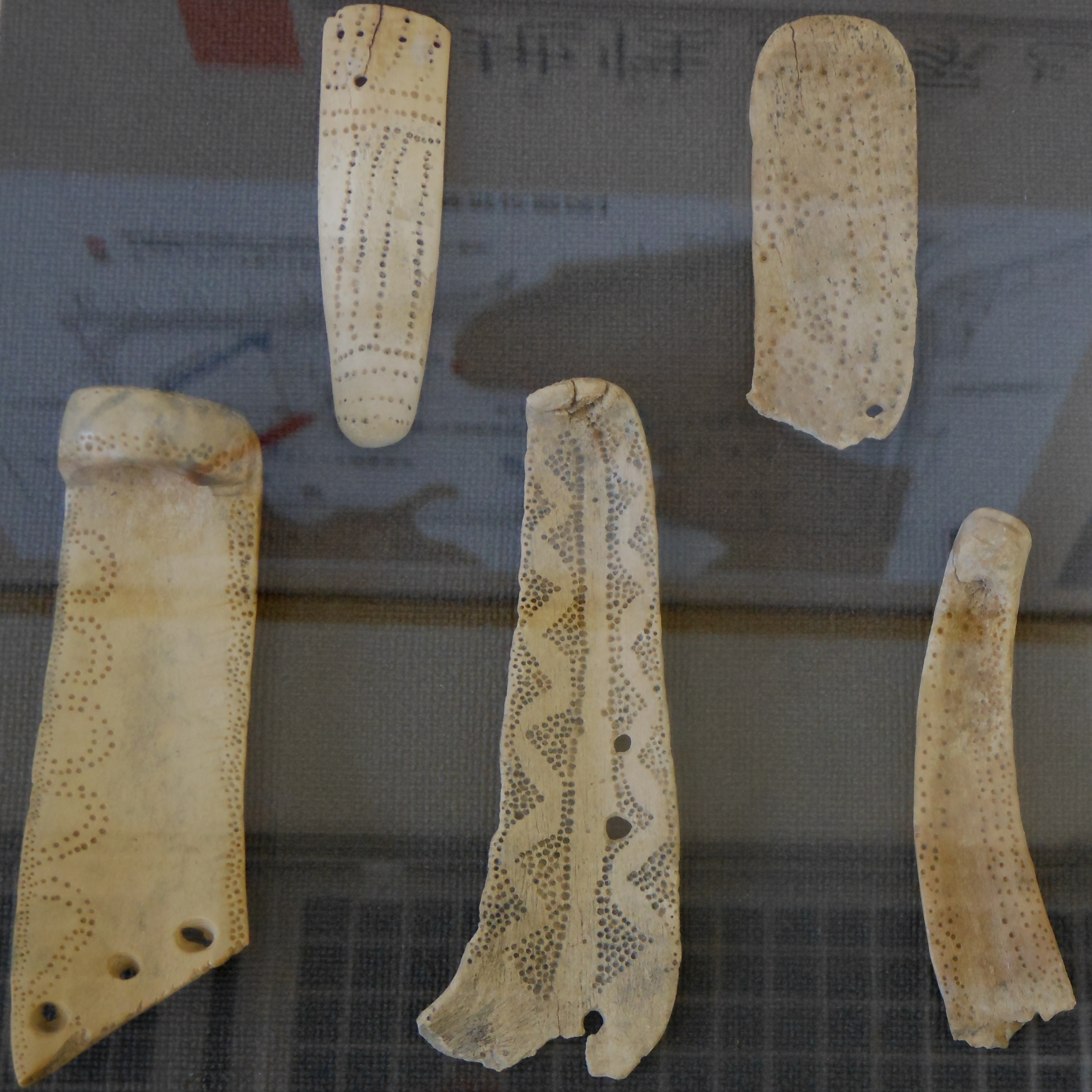
鹿の骨の装身具（東名遺跡出土）

旧石器時代の花泉遺跡からハナイズミモリウシ、オーロックス、ヤベオオツノジカ、ヘラジカ、ナツメジカ、ナウマンゾウ、ノウサギなどの化石が大量にまとまって発見され、これらの骨には解体痕があり、また骨角器と、敲石と思われる使用痕のある石器も発見された。これらから花泉遺跡は狩猟による動物を解体し食肉を得た解体場と考えられている。また長野県の野尻湖立ヶ鼻遺跡も、ナウマンゾウとヤベオオツノジカを主とした解体場と考えられている。東京都の野川遺跡などからは礫群や配石（置石）が発見されている。礫群は焼けたこぶし大の石が数十から百個ほど1か所にまとまったもので、動物質の有機物が付着したものも発見されている。礫群は食肉を焼くのに用いたと考えられている。当時は更新世の氷期で、日本列島の大部分は亜寒帯性の針葉樹林が広がっていた。植物性の食品は乏しく漁撈は未発達なため、大型哺乳類の狩猟を主とした食肉に依存する生活と考えられている。

## 採集時代
縄文時代の貝塚や遺跡からは動物の骨も数多く発掘されている。その9割は鹿（ニホンジカ）、猪（ニホンイノシシ）の肉で、その他にクマ、キツネ、サル、ウサギ、タヌキ、ムササビ、カモシカ、クジラなど60種以上の哺乳動物が食べられていたものと見られる。その調理法は焼く、あぶる、煮るなどであり、焼けた動物の骨も見つかっている。また、動物の臓器を食べることで有機酸塩やミネラル、ビタミンなどを摂取していた。
里浜貝塚、大木囲貝塚の糞石から、シカ、イノシシ、オットセイ、アザラシなどが食されたことが分かっている。なお、伊豆大島からは飼育された可能性のあるイノシシ化石が出土している。

## 農耕時代
続く弥生時代にも、狩猟による猪、鹿が多く食べられ、その他ウサギ、サル、クマなども食べられている。農耕時代になると、動物の臓器が食べられることは少なくなり、塩分は海水から取られるようになった。縄文時代の遺跡では狩猟獣であるシカ・イノシシがほぼ一対一の比率で出土するのに対し、弥生時代の遺跡では「イノシシ」が増加する。これは西本豊弘により形質的特徴から大陸から導入された家畜としてのブタが混入していたことが指摘され、「弥生ブタ」と称されている。弥生時代の社会は家畜の利用を欠いた「欠畜農耕」と考えられていたが、1980年代終盤から「ブタ」や「ニワトリ」の出土事例が相次いでおり、家畜の利用が行われていたと考えられている（「弥生豚」）。
文献資料では『魏志倭人伝』（3世紀）には、日本には牛馬がいなかったことが明記されている。ただし「近親者の死後10日ほどは肉を食べない」ともかかれており、肉食は行われていた。中国語では動物全般を「禽獣魚虫」で表すが（「禽」は「鳥」の意味）、日本の古語では鴨などの禽肉を単に「トリ」、獣肉を「シシ」、魚肉を「ウヲ」と呼び、「猪（イ）」の肉を「イノシシ」、「鹿（カ）」の肉を「カノシシ」、また肉だけでなく生体も同じくそのまま呼んだ（このため「禽獣」を「トリシシ」とも読む）。「ししおどし」の「しし」は肉ではなく獣のことである。後に漢語の呉音由来の「ニク」に代わり、「肉」の異体字の「宍」で宍肉（ししにく）、人名での「シシ」などに語が残っている。なお「獅子」はここでの「シシ」とは訓みが偶然一致しているだけで関係はない。獣肉は一度に大量に確保できるが、生肉の保存技術が無く、生贄はその場で屠殺して食べられた。肉は一般には加熱（直火、煮炊き）して食べられたが、神事では火を使うことは不浄とされ、基本は生肉、あるいは塩、酢などを使った膾（鱠）、干物で食した。『日本書紀』の雄略2年10月 (旧暦)の条には「置宍人部 降問群臣 群臣黙然 理且難対 今貢未晩 我為初 膳臣長野 能作宍膾」と宍人部（食肉に携わる職の家系）の起源伝承が述べられており、生肉を宍膾（ししなます）にして食べられた旨が書かれている。

## 貴族の時代

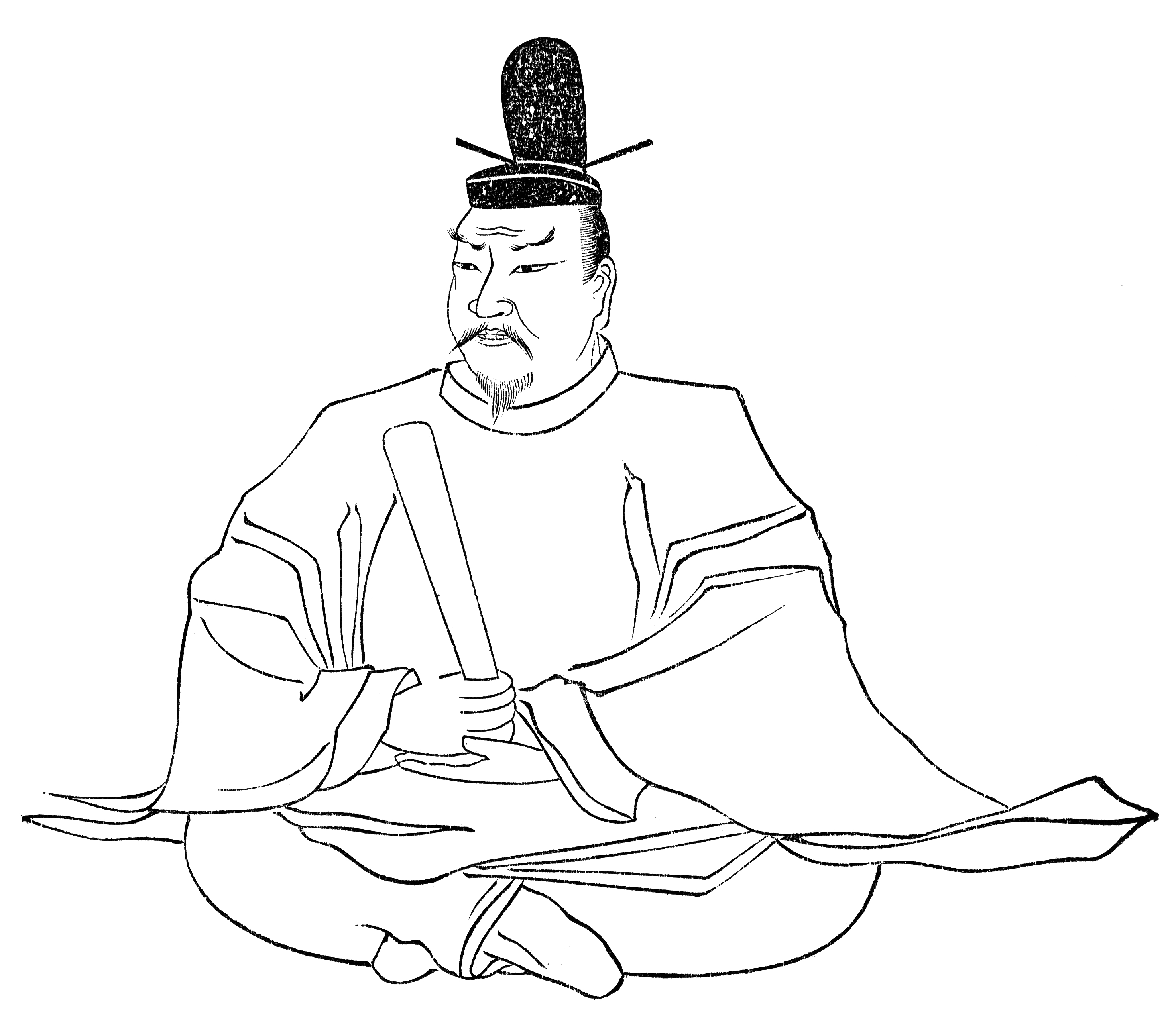
狩猟をたびたび禁じた天武天皇

古墳時代には薬猟の名で、鹿や猪の狩が年に数回行われ、その肉が滋養の薬として食べられていた。また、古墳時代には大陸から牛と馬が渡来する。馬は主に乗馬として用いられたが、牛馬は肉や内臓が食用あるいは薬用にも使われた。猪豚は飼育も行われており、『日本書紀』安寧天皇11年（西暦不明）の条には猪使連という専門職が登場する。欽明天皇16年（555年）7月 (旧暦)には「使于吉備五郡 置白猪屯倉」と吉備に白猪屯倉を置くよう命じられており、569年には功あった白猪田部に白猪史の姓が贈られている。
飛鳥時代には典籍や仏教が入り、誰もが食して旨いと知っているもののたとえから、誰もが知っていることを人口に「膾炙」する（膾炙の原義は「なます」と「焙った肉」）という言葉もあるほどだったが、仏教では動物の殺生が禁じられていることから、この影響で肉食もたびたび禁じられるようになった。奈良時代になると、貴族食と庶民食が分離するようになった。
『日本書紀』によると675年、天武天皇は仏教の立場から檻阱（落とし穴）や機槍（飛び出す槍）を使った狩猟を禁じた。また、農耕期間でもある4月から9月の間、牛、馬、犬、サル、鶏を食することが禁止された（ただし、この「期間を限定」する記述は「漁業設備（ヒミサキリ等）の設置を禁じる」ことで文が完結して、次の文で肉食禁止について書かれていることから、「この肉食禁止は期間を限定した禁令ではない」とする捉え方もある。）。しかし、以前より一般的な習慣として食べられていた鹿と猪は獣肉であっても禁じられなかった。引き続き猪豚の飼育も行われており、穂積親王が708年に詠んだ歌には「降る雪はあはにな降りそ吉隠の猪養の岡の寒からまくに」とある（猪養は地名でもある）。また、718年（養老2年）に亡くなった道首名は筑後守時代に国人に鶏や豚の飼育を奨励しており、『続日本紀』には「下及鶏肫。皆有章程。曲盡事宜」（〈道首名の規則は〉鶏や豚の飼育にも及んでおり、ことごとく詳細で適切であった）と記されている。『続日本紀』732年（天平4年）7月6日には聖武天皇が「和買畿内百姓私畜猪四十頭。放於山野令遂性命（畿内の百姓から家畜の猪40頭を買って山に逃がした）」との記載もある。だが、罠や狩猟方法に関して禁令がたびたび出され、正月の宮中行事である御薬を供ずる儀でも、獣肉の代わりに鶏肉が供されるようになった。さらにこの頃から貴族の間で牛乳や乳製品の摂取が盛んになり、動物性タンパクが補われるようになった。奈良時代の肉食禁止令には、家畜を主に食していた渡来系の官吏や貴族を牽制するためとする説もあり、家畜はだめだが狩猟した肉はよいとする考えもこれに基づくものである可能性もある。奈良時代には前時代から食されていた動物に加えてムササビも食されたが、臭気が強いためにこの他の時代ではあまり例がない。また、酢を使って鹿の内臓を膾にすることも始められた。一方で、庶民には仏教がまだまだ浸透せず、禁令の意味も理解されずに肉食は続けられた。
平安時代にも貴族の間での食肉の禁忌は続いた。10世紀前半成立の『延喜式』では3巻の「臨時祭」の中で、「穢悪」のひとつとして死や出産に並んで六畜の肉食が挙げられている。914年（延喜14年）に出された漢学者三善清行の『意見十二箇条』には、悪僧が腥膻（肉と肝）を食うのを評して「形は沙門に似て、心は屠児の如し」とかかれており、食肉の禁忌があったこと、および一部ではそれを僧でさえ破っていたこと、獣肉を処理する屠児という職業がありそれが差別される存在であったことなどを示している。935年（承平5年）に編纂された辞書『和名類聚抄』人倫部第六 漁猟類第二十一では、屠児の和名を「えとり」とし、意味は「鷹雞用の餌を取る者」転じて「牛馬を屠って肉を売る者」という意味だと解説しており、獣肉を売る商売があったことが分かる。また『和名類聚抄』には猪、ウサギ、豚などが食されたことも記載されており、これらはハレの日の食膳に出された。平安時代には陰陽道が盛んになったこともあり、獣肉食の禁忌は強まり、代わって鳥や魚肉が食されるようになった。これが魚肉の値上がりの原因になり、『延喜式』に記載された米と鰹節との交換比率は、200年前の大宝令の時と比べて2 - 3倍に上がっている。延喜式には獣肉の記載がほとんどないが、一方で鹿醢（しししおびしお）、兎醢など獣肉の醤油漬けや、宍醤（ししびしお）という獣肉の塩漬けを発酵させた調味料に関する記載が現れる。乳製品もさらに多く摂られるようになっている。平安末期になると孔子に食肉を供えるはずの行事が、釈奠への供えでも代わりに餅や乾燥棗などが用いられるようになったり、正月の歯固の膳でも鹿の代わりに鴫、猪の代わりにキジが出されるようになった。また、穢れを信じるあまりに馬肉は有毒とまで考えられ、『小右記』の1016年（長和5年）の条には犯罪を犯した男に馬肉を食べさせた旨が記されている。当時の医学書『医心方』にしし肉（獣肉）と魚肉の食い合わせが良くないと記されていたり、『今昔物語』には庶民がしし肉を買いに行く場面が出てきたりと、完全に食肉の習慣が無くなったわけではなかった。平安時代の古語拾遺には古代のこととして「大地主神、田を営るの日、牛の宍を田人に食はせ」とあり、御歳神に対する神事として農民に牛肉を食わせたことが書かれている。ただし古語拾遺内の創作であるとする可能性も指摘されている
狩りの習慣を守る者たちもおり、諏訪神社は狩りで得た動物を贄として祀る祭祀を、古来から続けていた。特に、鹿や猪・魚（岩魚を除く）・鳥（山鳥を除く）が贄として神前に捧げられたと考えられている。一方で、嘉禎年間に定められた「諏訪上社物忌令」によると、熊・猿・山鳥・かもしか・岩魚は、神聖であるとして贄としては避けられた。

## 武士台頭の時代

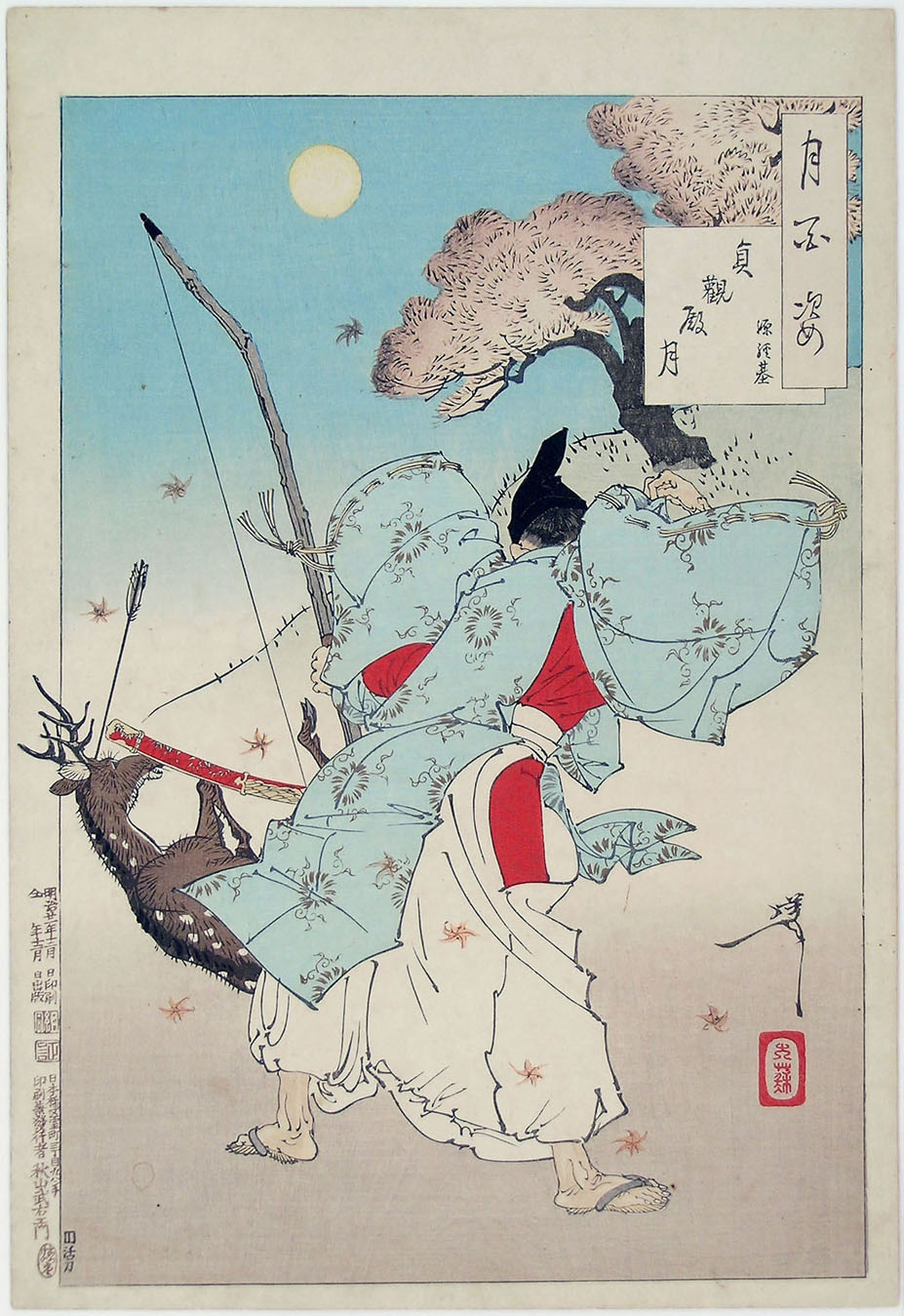
鹿を仕留める源経基を描いた『貞観殿月』（月岡芳年「月百姿」）

鎌倉時代になると、武士が台頭し、再び獣肉に対する禁忌が薄まった。武士は狩で得たウサギ、猪、鹿、クマ、狸などの鳥獣を食べた。鎌倉時代の当初は公卿は禁忌を続けており、『百錬抄』の1236年（嘉禎2年）の条には武士が寺院で鹿肉を食べて公卿を怒らせる場面が出てくる。しかし時代が下ると公卿も密かに獣肉を食べるようになり、『明月記』の1227年（安貞元年）の条には公卿が兎やイノシシを食べたとの噂話が載せられている。乳製品は以後明治までほぼ食べられなくなった。12世紀後半の『粉河寺縁起絵巻』には、肉をほおばり、干肉を作る猟師の家族が描かれている。一方で神社の物忌み期間中の獣食は厳しくなり、平安時代には禁止されていなかった鹿や猪肉までもが禁令に含まれ、その期間も数十日程度にまで長くなっている。
当時は末法思想が流行し、鎌倉新仏教が勃興しつつあった。法然は自身の肉食は忌避してはいたものの、肉食をしても念仏を唱えれば救われると説いた。法然の弟子の親鸞は「肉食妻帯」伝説で知られ、『口伝鈔』よると、幼少期の北条時頼の前で僧の象徴である袈裟を着たまま魚を食べたと記されている。日蓮は「魚鳥をも服せず」と肉食に否定的だったが、「末法無戒」を唱えた。対して禅宗の影響で、動物性の材料を一切用いない精進料理も発達した。精進料理は単なる植物食ではなく、「猪羹」など獣食に見立てた料理もあった。
南北朝時代の『異制庭訓往来』には、珍味として熊掌、狸沢渡、猿木取などの獣掌や、豕焼皮（脂肪付きのイノシシの皮）を焼いたものなどが掲載されており、『尺素往来』には武士がイノシシ、シカ、カモシカ、クマ、ウサギ、タヌキ、カワウソなどを食べていたことが記されている。医学も進歩して『拾芥抄』には2月のウサギ、9月の猪肉を食べないように記載されている。僧侶もひそかに肉食をするようになり、特にウサギは鳥と同様の扱いになって、『嘉元記』の1361年（南朝：正平16年、北朝：康安元年）の饗宴記録にもウサギ肉について記載されている。
たぬき汁が登場する「かちかち山」が成立したのは室町時代後期といわれるが、その時代の料理書「大草家料理書」にはタヌキを蒸し焼きにした後に鍋で煮る「むじな汁」のレシピが記されている。当時の評価では同じく肉食対象だったアナグマと比較して、タヌキ料理は不味かったという。

## 戦国時代・安土桃山時代

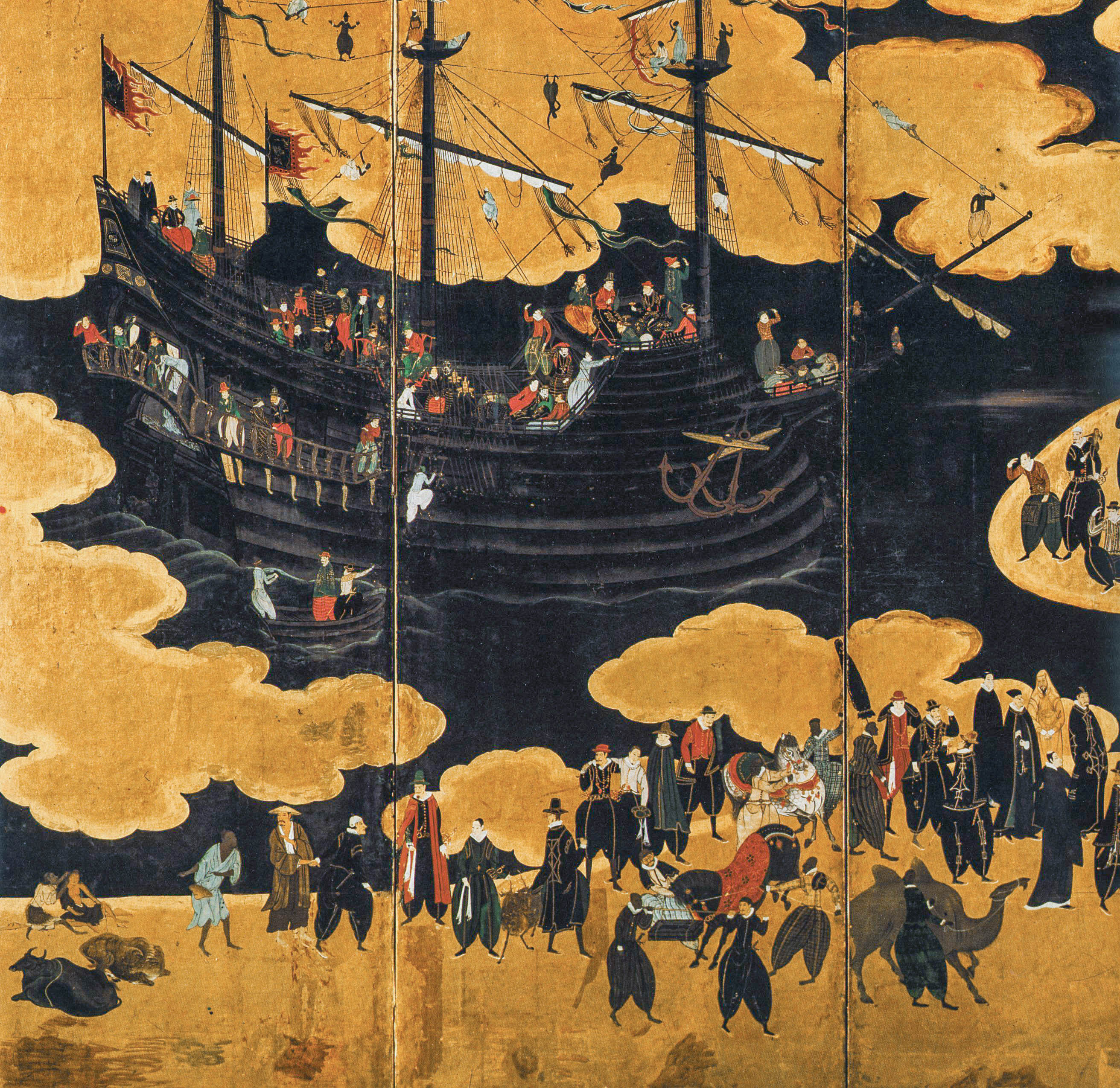
南蛮貿易

戦国時代になると、南蛮貿易などを通じた食品の輸入が本格化した。この時代には新大陸（南北アメリカ大陸）の食材ももたらされている。ジャン・クラッセ (Jean Crasset) の『日本西教史』には「日本人は、西洋人が馬肉を忌むのと同じく、牛、豚、羊の肉を忌む。牛乳も飲まない。猟で得た野獣肉を食べるが、食用の家畜はいない」と書かれている。宣教師ルイス・フロイスの『日欧文化比較』には「ヨーロッパ人は牝鶏や鶉・パイ・プラモンジュなどを好む。日本人は野犬や鶴・大猿・猫・生の海藻などをよろこぶ」 「ヨーロッパ人は犬は食べないで、牛を食べる。日本人は牛を食べず、家庭薬として見事に犬を食べる」と書かれている。宣教師フランシスコ・ザビエルは日本の僧の食習慣を真似て肉食をしなかったが、その後の宣教師は信者にも牛肉を勧め、1557年（弘治3年）の復活祭では買った牝牛を殺して飯に炊き込んで信者に振舞っている。『細川家御家譜』には、キリシタン大名の高山右近が小田原征伐の際、蒲生氏郷や細川忠興に牛肉料理を振る舞ったことが書かれている。曲直瀬道三の養子曲直瀬玄朔は医学書『日用食性』の中で、獣肉を羹（具がメインのスープ）、煮物、膾、干し肉として食すればさまざまな病気を治すと解説している。ただし当時の医学書には中国文献の引き写しも多く、日本では手に入らない食材なども書かれており、実際に行われていたかどうかは明らかではない。また、戦国時代末期の日本語を収録した『日葡辞書』には「Cacho ブタ」と記されており、地方によっては豚（家猪）が飼われていたものと見られる。
また、戦国末期からは阿波などで商業捕鯨が始まっている。阿波の三好氏の拠点勝瑞城の館跡地では、牛馬に豚や鶏、鯨、犬や猫などの骨が数多く出土しており、食用だけでなく鷹の餌や、愛玩用として家畜が飼われ、肉が市場に流通していたと考えられている。徳島県藍住町教育委員会は、当時の食事を研究し、三好義興が京都で将軍を歓待した時の本膳料理を再現した。その時の材料には、ウズラやシャモ、クジラ、サケが使用された。
ただし京などで獣肉が一般的に食されていたとは言えず、例えば秀吉が後陽成天皇を聚楽第に招いた際の献立にも入れられていない。特に牛馬の肉を食べることは当然の禁忌であり、1587年（天正15年）、秀吉は宣教師ガスパール・コエリョに対して「牛馬を売り買い殺し、食う事、これまた曲事たるべきの事」と詰問し、それに対してコエリョは「ポルトガル人は牛は食べるが馬は食べない」と弁明をしている。

## 江戸時代

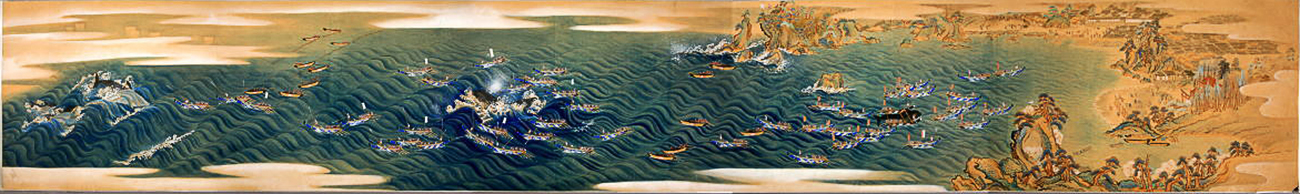
捕鯨を描いた『古式捕鯨蒔絵』

江戸時代には建前としては獣肉食の禁忌が守られた。特に上流階級はこの禁忌を守った。例えば狸汁は戦国時代には狸を使っていたが、江戸時代にはコンニャク、ごぼう、大根や豆腐を調理した精進料理に変わっている。ただし薩摩地方だけは、琉球料理の影響もあって、現代の薩摩汁や豚骨料理につながる豚を含めた獣肉食の習慣があった。
1613年（慶長18年）、平戸島に商館を開設したイギリスのジョン・セーリスは陸路で大阪 (osaca) から駿河 (Surunga) に向かう行程で書かれたとみられる日本人の食習慣に関する記述の中で、豚が多く飼育されていることに言及している。1643年（寛永20年）の刊行とされる『料理物語』には、鹿、狸、猪、兎、川獺、熊、犬を具とした汁料理や貝焼き、鶏卵料理等が紹介されている。1669年（寛文9年）に刊行された料理書『料理食道記』にも獣肉料理が登場する。1686年（貞享3年）に刊行された山城国の地理書『雍州府志』には、京都市中に獣肉店があったことが記されている。江戸後期の国学者喜多村信節は、著書『嬉遊笑覧』の中で、元禄前の延宝・天和の頃には江戸四ツ谷に獣市が立ったことを述べている。1718年（享保3年）には獣肉料理の専門店「豊田屋」が江戸の両国で開業している。
獣肉食の禁忌のピークは、生類憐れみの令などが施された17世紀後半の元禄時代である。この法令自体は徳川綱吉の治世に限られ、影響も一時のもので終った。ただし特に犬を保護したことについての影響は後世まで残り、中国や朝鮮半島で犬肉が一般的な食材になっている一方で、日本では現代に至るまで犬肉は一般的な食材と看做されなくなった。
18世紀の書『和漢三才図会』第37「畜類」の冒頭豕（ぶた）の条では育てやすい豚が長崎や江戸で飼育されていることが述べられているが、大坂在住の著者は「本朝肉食を好ま」ないため、近年は稀だとする。更に、豚肉を食べた際に生じる影響や豚肉と食べ合わせが悪いとされる食べ物などについても述べられている。また、同じように、豚肉について記したものとしては1695年（元禄八年）に刊行された人見必大の『本朝食鑑』があり、豚肉の効能・害について、または、江戸時代当時の豚の飼育状況についてが書かれている。
そして、『和漢三才図会』牛の条の注には、日用としては駄目だが禁止する必要はないとも書かれている。1733年（享保18年）に伊達家の橘川房常が書いた『料理集』には牛肉を粕漬けあるいは本汁として使うことができるが、食後150日は穢れる旨が書かれている。和漢三才図会には、他に、古代に日本で食べられていた乳製品である蘇や醍醐などの製法が書かれている。また、人見必大が著した本朝食鑑にも乳製品を利用した料理が載っている。宇田川玄真は、日本で初めて、西洋のチーズ作りの本を翻訳している。将軍・徳川吉宗は乳牛の輸入を行い、それ以来、薬としてわずかばかり使用されていた様子である（ただし、当初は馬の薬として用いられ、人間のための薬ではなかったと言う説もある）。将軍・徳川家斉は、『白牛酪考』と言う本を作らせているが、この本には、腎虚、労咳、産後の衰弱、大便の閉塞、老衰から来る各種症状に効く、と言う効能が書かれている。ただし当時の日本には、通常の食品としては忌避されるものを薬として服用する習慣があり、牛乳もそういった位置づけであった。水戸藩主の徳川斉昭は、自らの庭に乳牛を飼い、健康のため、牛乳をギヤマンの器に入れて飲んでいた。斉昭の著書である「菜食録」では、牛乳は精力剤であるとの説明がある。
彦根藩は毎年の寒中に赤斑牛の味噌漬けを将軍と御三家に献上している。彦根藩は幕府に太鼓を献上しており、その太鼓に使う牛革を確保するため、牛の畜産を営み、その屠殺を許可されていた。この事から、牛肉を食べる文化が発達した。

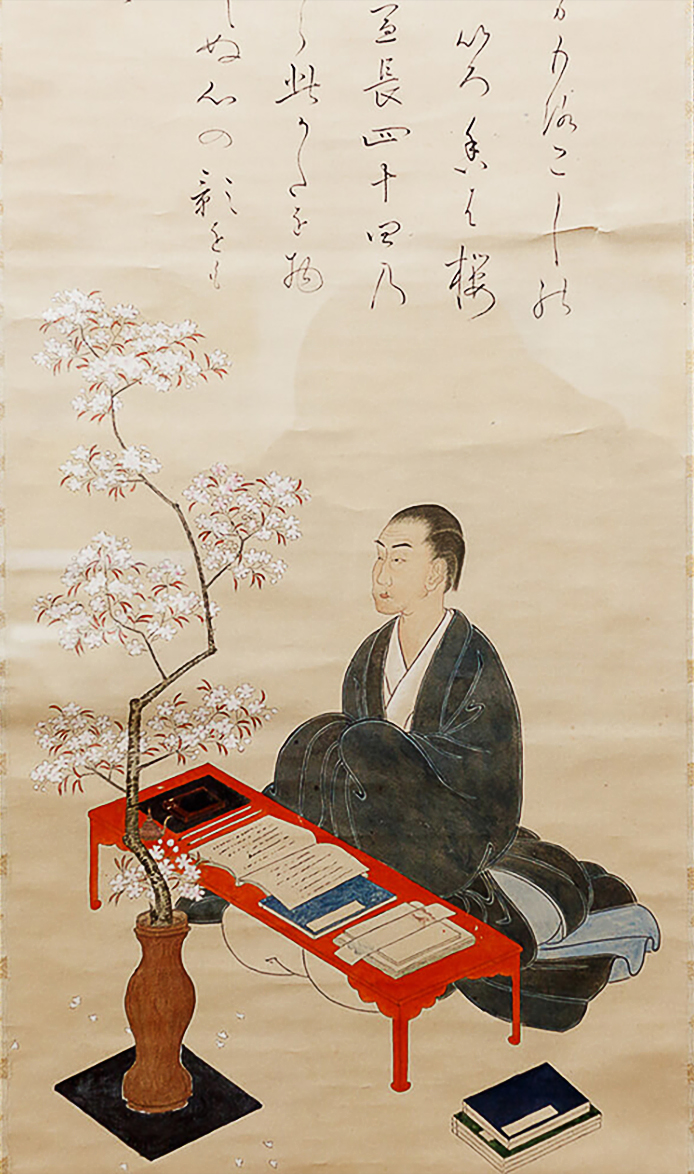
本居宣長は古代の肉食について研究した

18世紀には、なぜ獣肉食が駄目なのか、獣肉食の歴史はどのようなものだったかについての研究も行われた。儒者熊沢蕃山は没後の1709年（宝永6年）に刊行された著書『集義外書』の中で、牛肉を食べてはいけないのは神を穢すからではなく、農耕に支障が出るから、鹿が駄目なのはこれを許せば牛に及ぶからなのだ、との見解を示している。藤井懶斎は儒者の立場から、没後の1715年（正徳5年）に刊行された『和漢太平広記』の中で、孔子に食肉を供えるはずの行事釈奠で肉を供えないのでは儒礼とは言えないとの見解を示している。香川修庵は1731年（享保16年）、著書『一本堂薬選』の中で、日本書紀や続日本紀の中に肉食が行われていた記録があることに言及した。本居宣長も1798年（寛政10年）に完成した『古事記伝』の中で、古代の日本人が肉食をしていたことに言及している。江戸中期になると蘭方医学も獣肉食に影響した。

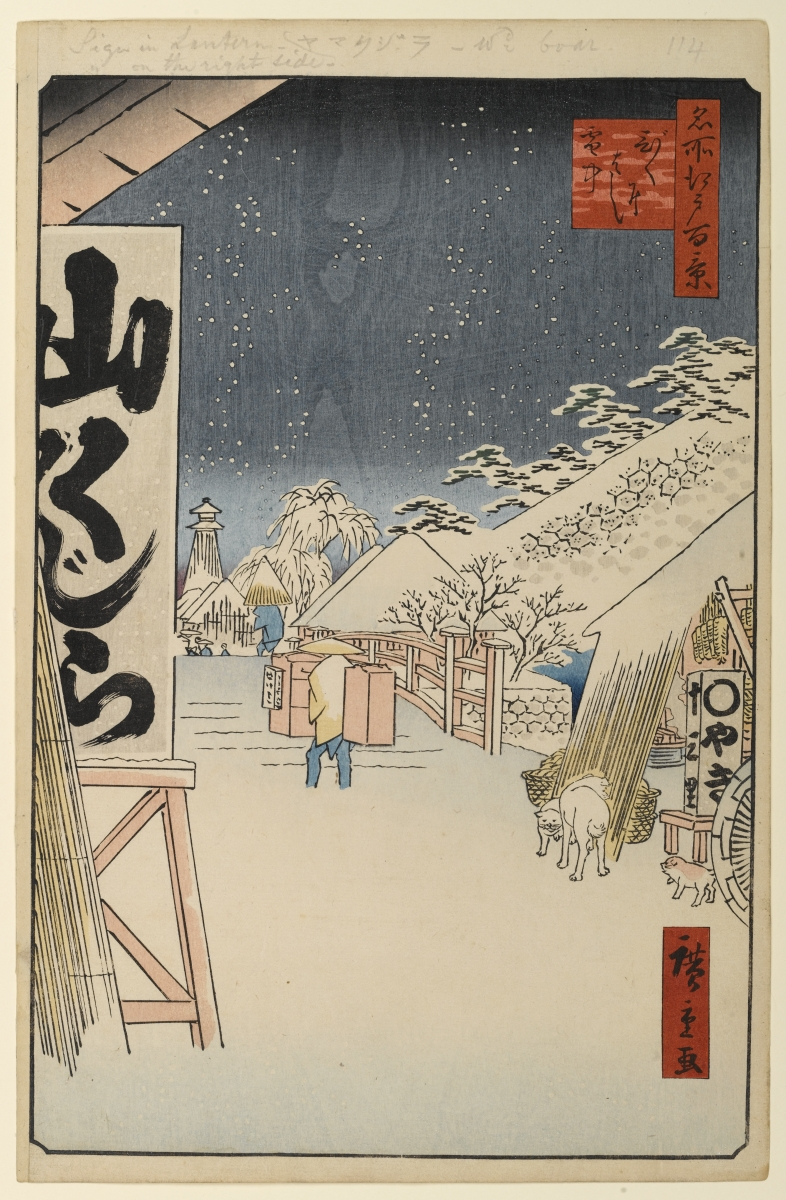
名所江戸百景に描かれた江戸の比丘尼橋（現八重洲）付近にあった猪肉店

19世紀の小山田与清の著『松屋筆記』には猪肉を山鯨、鹿肉を紅葉と、そのほか熊、狼、狸、イタチ、キネズミ（リス）、サルなどの肉が売られたことが記されている。1829年（文政12年）完成の地理書『御府内備考』には麹町平河町や神田松下町に「けだ物店」があった旨が書かれている。19世紀の寺門静軒の著『江戸繁昌記』にも、大名行列が麹町平河町にあったももんじ屋（獣肉店）の前を通るのを嫌がったことが記されている。ここでは猪、鹿、狐、兎、カワウソ、オオカミ、クマ、カモシカなどが供されていた。1827年（文政10年）に出版された佐藤信淵の『経済要録』に「豕（豚）は近来、世上に頗る多し。薩州侯の邸中に養ふその白毛豕は、殊に上品なり」と書かれているように、豚の飼育も行われていた。佐藤はこの著作で畜産の振興と食用家畜の普及を提言しているが、牛馬に関しては全く食用の可能性に言及していない。福翁自伝によれば、福澤諭吉が適塾で学んだ江戸末期の1857年（安政4年）、大阪に2軒しかない牛鍋屋は、定客がゴロツキと適塾の書生ばかりの「最下等の店」だったという。1863年（文久3年）に池田長発らが遣欧使節団としてフランスに派遣された際も、一行は肉食はもちろん、パンも牛乳も日ごとに喉を通らなくなっていったとの記録がある。1908年（明治41年）に刊行された石井研堂『明治事物起原』によると、1860年代に横浜の居酒屋「伊勢熊」が外国商館から臓物を安く仕入れて串に刺し、味噌や醤油で煮込んで売り出し、繁盛したという。
江戸時代には日朝間の外交使節として朝鮮通信使が派遣されるが、江戸幕府は外交的配慮から通信使に対して道中はイノシシ肉でもてなすものの、江戸城の正餐では儀式的な料理で魚貝・鳥類を除き獣肉が使われない本膳料理が出された。ただし、本膳料理は見ることを主眼とした料理で実際に食される部分は少なく、実際に食する膳として別に引替膳が出された。
一方、朝鮮半島南端の釜山には日朝間の外交・交易を限定的に行う対馬藩管理の倭館が設置されていた。倭館では朝鮮側から饗応料理として朝鮮式膳部が振る舞われ、膳部には牛肉などの食肉が用いられている。
また、幕末期にはペリーやハリスにも本膳料理を出していた。ただし江戸最末期の1866年にはパークスとの会食で西洋料理を供している。

## 近代
明治時代になると、牛肉を食べることが文明開化の象徴と考えられ、牛肉を使ったすき焼きが流行した。
当時の牛鍋屋は仮名垣魯文の『安愚楽鍋』(1871)の舞台ともなっている。

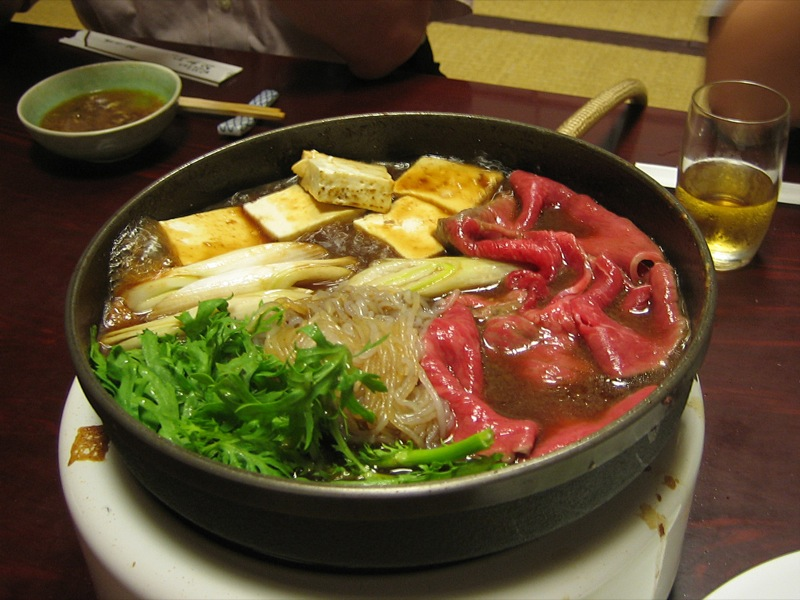
すき焼き

明治新政府は発足当初から肉食奨励のキャンペーンを大々的に展開した。明治2年(1869)に築地に半官半民の食品会社「牛馬会社」を設立し畜肉の販売を開始した。翌、明治3年(1870)には福沢諭吉が執筆したパンフレット『肉食之説』を刊行、配布している。
斎藤月岑日記には「近頃のはやりもの」として牛肉、豚肉などが挙げられている。食肉業者が増えたことにより、1871年（明治4年）には「屠場は人家懸隔の地に設くべし」との大蔵省達が出されている。同年には天長節翌日の外国人を招いた晩餐会で、西洋料理を出している。ただし明治天皇が初めて牛肉を食したのは1872年（明治5年）である。同年、廃仏毀釈により僧侶を破戒させるため太政官布告で「肉食妻帯勝手なるべし」とされた。明治初頭にはもっぱら和食の食材として用いられ、関東では味噌味などの牛鍋として、関西では炒めて鋤焼と称して食べられた。生に酢味噌を付けて食べることも行われた。牛肉の質は兵庫県産が最上とされ、ついで会津、栗原、津軽、出雲、信州、甲州などが優秀とされた。ただし獣肉食を穢れとする考えは強く、これを迷信として打破するために近藤芳樹『屠畜考』、加藤祐一『文明開化』といった著作や、敦賀県からは牛肉を穢れとする考えを「却って開化の妨碍をなす」とする通達が出されている。1906年（明治39年）には炭疽症を防ぐために屠場法が制定された。
明治初年には抵抗も強かった。血抜きの技術が不完全で煮炊きすると臭かったため、庶民が単純に敬遠するということもあったらしい。『武士の娘』を書いた杉本鉞子は牛肉を庭で煮炊きをしたところ、祖母は仏壇に紙で目張りをして食事にも姿を見せなかったという。一方、正当な理由のある反対としては1869年（明治2年）、豊後岡藩の清原来助が公議所に農耕牛保護のために牛肉の売買禁止を訴えている。天皇が肉食を開始してしばらく後の1872年（明治5年）3月26日、御岳行者皇居侵入事件が起きた。御岳行者10名が皇居に侵入し、そのうちの4名が射殺、1名が重傷、5名が逮捕され、後に「外国人が来て以来、日本人が肉食し穢れて神の居場所が無くなった為、外国人を追い払うためにやったのだ」との動機が供述されている。1873年（明治6年）の『東京日日新聞』には「豚肉は健康に良くないので食べないよう」との投書が掲載された。1877年（明治10年）の『朝野新聞』には「洋食洋医を宮中より斥けよ」との記事が掲載された。1880年（明治13年）の『郵便報知新聞』は、牛肉食で耕牛が減少したため、食糧生産が大幅に減少した、と報じている。
1884年（明治17年）、海軍省医務局長の高木兼寛は、当時大きな問題であった脚気の原因が「窒素と炭素の比例不良」（タンパク質の不足）にあると考え、脚気対策として海軍の兵食を西洋式に改めることを上申した。しかし、兵員の多くがパンと肉を嫌って食べなかったため、海軍では1885年（明治18年）から麦飯も支給されることとなった（日本の脚気史#海軍の兵食改革）。また、陸軍においても日常で食される兵食や野戦糧食に肉食・洋食が多く取り入れられ、日清戦争当時の「戦時陸軍給与規則」では1日の基準の肉・魚は150gであった（日本の脚気史#「勅令」による戦時兵食の指示）。日露戦争当時は白米飯（精白米6合）から麦飯に切り替わった。
1910年（明治43年）制定の陸軍公式レシピ集『軍隊料理法』（「明治43年陸普3134号」）には、肉をメインとする洋食レシピとしてカツレツ（ビーフ・ポーク）、ビーフステーキ、メンチビーフ、フーカデン・ドライド、ハッシビーフ、ロール・キャベツ、カレー・ライス、スチウ、ミートオムレツ、燻製豚肉、牛肉のサンドウイッチ、肉スープ、コンド・ビーフなどが掲載されている。また、大正末にはパン食も組織的に取り入れられ（「大正9年陸普第2529号」）、その副食に最適なものとしてカレー・シチウ（シチュー）・貝と野菜汁（クラムチャウダー）が挙げられ、またシロップ・ジャム・バター・クリームも嘗物として導入されている（軍隊調理法#メニュー（『軍隊調理法』））。

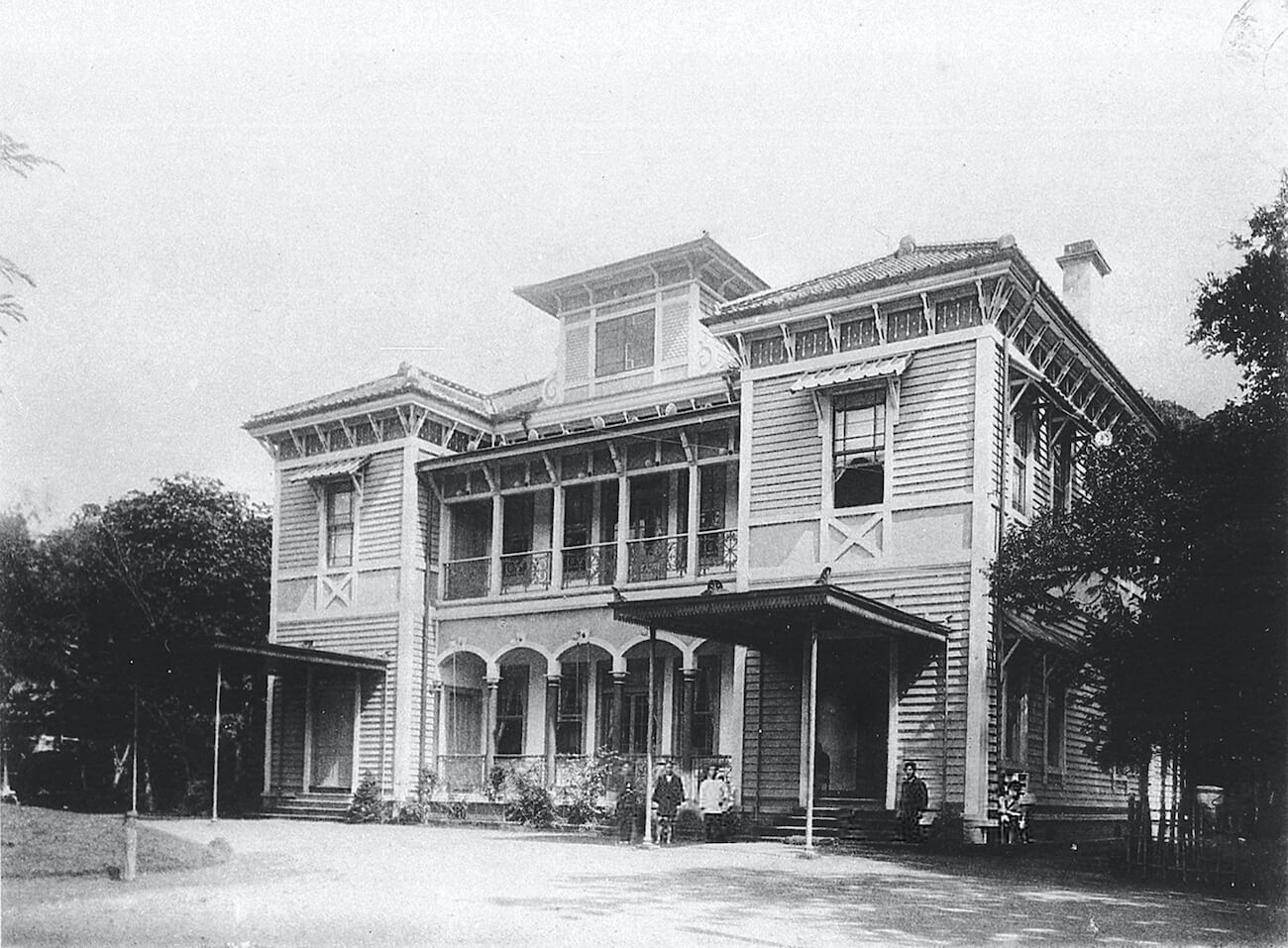
明治期の上野精養軒

政府は役人に対し、外交上あるいは外国人との交際上の理由から洋食を奨励した。例えば海軍は上野精養軒で食事をすることを奨励し、月末に精養軒への支払いが少ない士官に対して注意されることもあったという。また、遅くとも1877年（明治10年）までには宮中の正式料理は西洋料理となった。この頃には東京の牛肉屋は558軒にまでなっている。1886年（明治19年）の東京横浜毎日新聞には、高木兼寛が洋食を嫌う日本女性相手に毎月3回の洋食会を開くことを決めた旨が掲載されている。
山間部では牛肉食は広まらなかったが、元々獣肉食に対する嫌悪感は少なく、1873年（明治6年）に刊行された飛騨地方の地誌『斐太後風土記』にはシカ、イノシシ、カモシカ、クマなどが食べられていた旨書かれている。ただしその総量は鳥類を合わせても魚類の6分の1程度であった。

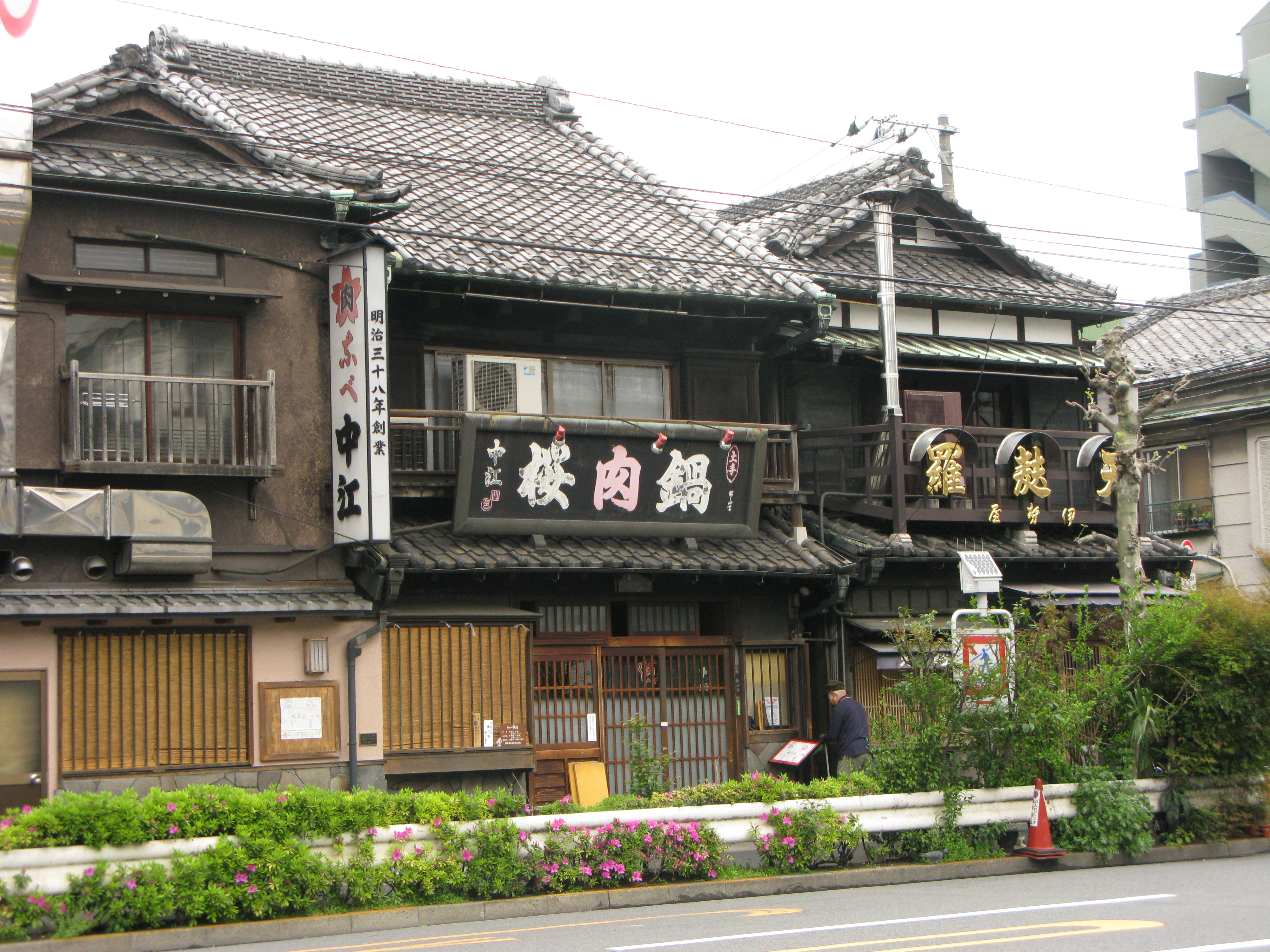
創業100年以上の馬肉料理の老舗（台東区日本堤・吉原大門付近）

明治中期になると、家庭でも西洋料理が作られるようになった。1895年（明治28年）の『時事新報』には「この牛の煮たのは変なにおいがするね」「ネギが臭くてたまりませんから、香水をふりっけましたっけ」との新婚家庭の笑い話が掲載されている。1903年（明治36年）の『婦女雑誌』には米津風月堂主人による「牛肉の蒲鉾」などの料理が掲載されている。また1904年（明治37年）の『家庭雑誌』にはアメリカで料理を学んだこともある大石誠之助が「和洋折衷料理」として濃い目の味噌汁にカレー粉と牛肉を入れた「カレーの味噌汁」などを紹介している。また、ジャーナリストの村井弦斎は1903年（明治36年）から報知新聞に料理小説『食道樂』を連載し、そこで西洋料理の紹介もして、後に書籍となって大ベストセラーになった。
また1904年（明治37年）から始まった日露戦争のため、戦場食糧として牛肉の大和煮缶詰や乾燥牛肉が考案され、軍隊で牛肉の味を覚えた庶民が増えた。日本内地では戦争のため牛肉が不足し、豚肉が脚光を浴びることになり、1883年（明治16年）には年間消費量1人4グラムであったところ、1926年（大正15年）には500グラム以上にまでなった。1921年（大正10年）には富岡商会が冷蔵庫を設置して年間を通しての鎌倉ハムの製造を始めている。1923年（大正12年）の関東大震災後にはコンビーフの輸入が急増し、輸入品としては格安だったために急速に普及した。大正期には豚カツが登場し、大正期の三大洋食がカレー・とんかつ・コロッケ（またはオムレツ）とまで言われるようになった。ただしこれはあくまで揚げ物ではなくカツレツであり、今の形に近いとんかつは昭和に入った1931年（昭和6年）の上野の「ぽんた」あるいは1932年（昭和7年）の上野の「楽天」が最初期のものとする説もある。とんかつは主に豚の質がよく牛の質の悪い関東で広まった。日本人の動物性タンパク源は依然として魚肉が中心であったが、獣肉食に対する禁忌の感情はほぼ無くなった。

### 中国料理、韓国・朝鮮料理の普及
中国人が獣肉を食べていることは江戸時代から知られており「遣唐使少しは牛も喰ひならい」「 日本の牛は畳のうへで死に」といった川柳も作られていた。長崎の卓袱料理は江戸や上方でも流行したが、これらの紹介の書には、中国人は鹿豕を食べることに言及しつつ、取捨選択が可能であることを断る記述が見られる。明治になって開国すると、長崎に加えて横浜や神戸に中華街(南京町)が形成されたが、「支那うどん」「支那(南京)そば」と呼ばれたちゃんぽんやラーメンを除けば日本人の間に中国料理は広まらず、1906年（明治39年）時点で東京にあった中国料理店はわずか2軒であった。いずれも貿易商や高級役人が利用する高級料理店であった。もっとも1906年（明治39年）には東京の成女学校が毎週中国料理店から料理人を招いて中国語での料理講習会を行っている。明治期に刊行された西洋料理書が約130冊であるのに対し、中国料理書はわずか7冊であったが、明治末年には肉料理も紹介されるようになった。大正時代になって日本の大陸進出が進むと、中国からも民間人がやってきて一般向けの中華料理店が開かれることになった。中国料理は豚肉の普及と共に家庭料理にも取り入れられた。1920年（大正9年）頃からは新聞でも中国料理の紹介記事が増えた。1925年（大正14年）から始まったラジオ料理でも青椒肉絲などが時々紹介された。
韓国・朝鮮料理の普及はこれよりもやや遅く、李人稙が1905年（明治38年）に上野に韓山楼という店を開いているが、客のほとんどは当時の朝鮮人であり、李が朝鮮に帰国するまでの短期間のものであった。韓国併合後には日本に来る朝鮮人が増加し、1938年（昭和13年）の東京市には朝鮮料理店が37軒できていた。そこで出されたのは戦後の焼肉を中心とするものではなく、現代の韓定食にあたる伝統的なものだった。

### 内臓食
肉だけでなく、内臓も食されていた。内臓の量は精肉の6分の1程度で発生量は多くは無かった。ただし、保存性が低く、また、食品化するに際して下処理が必要でそれに伴う廃棄率も高いため、屠畜の段階から精肉とは流通経路が異なる。明治期の神戸の牛屠畜従事者の回顧によれば、屠畜場に残された内臓肉は彼らの重要な副収入源であったとしており、また、1906年（明治39年）の神戸新聞には屠畜場周辺地域において、粗末な大鍋で切り刻んだ臓物を煮込んだものが一皿1銭で出されており、その新聞記者にとっては店の前を通っただけで異臭がするものであったが、夕方からは千客万来であったと報告されている。やがて内臓肉も専門業者を通して流通するようになり、都市部では屠畜場周辺以外にも低価格の肉料理として広がりはじめるが、内臓食は決して一般的ではなかった。
1920年代には一時的にだが「精力が増進する料理」という意味の「ホルモン料理」の店ができ、卵、納豆、山芋などと並んで動物の内臓を出す店ができた。1930年代になると、一般向けにも広まった。例えば大阪難波の店「北極星」を営む北橋茂男は1936年（昭和11年）頃に牛の内臓をフランス風の洋食「ホルモン料理」として提供し、1937年（昭和12年）には「北ホルモン」の名で商標登録を出願している。また、『料理の友』には1936年（昭和11年）から年1度のペースで内臓料理が「ホルモン料理」として特集された。1940年（昭和15年）2月号では牛や鶏の内臓のバター焼きなどの調理法が掲載されている。また、1936年（昭和11年）には日本赤十字社主催で「ホルモン・ビタミン展覧会」として講演や料理実演が行われている。また、1920年代には東京で豚の内臓を串に刺してタレで焼いた「やきとり」が売られ出し、1940年頃には労働大衆の食として人気を博した。

### 太平洋戦争中

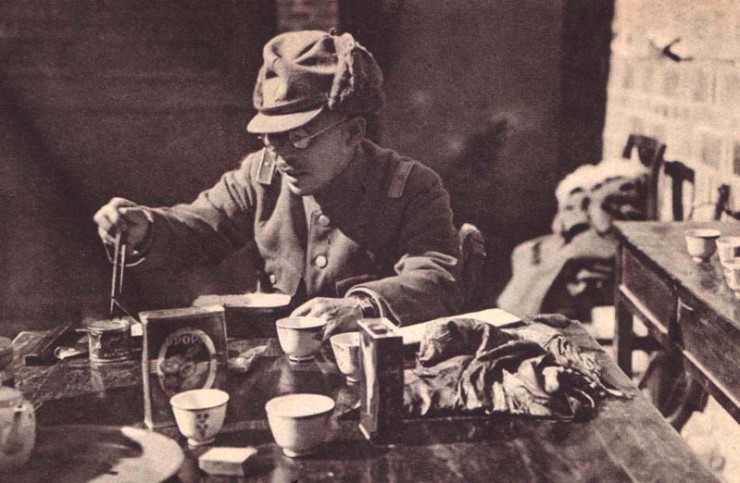
牛肉の大和煮の缶詰を食べる日本軍将校

太平洋戦争が始まる頃から、内地では徐々に食料の欠乏が始まった。そのため、特に下層階級が経済的理由で内臓料理を食べることが多くなった。例えば第2次大戦中および占領期の北海道の赤平炭鉱では、鉱夫がウマの内臓を煮て食べたという証言がある。一方、（大和民族の話ではないが）1942年（昭和17年）に発表された金史良の小説『親方コプセ』の中で、朝鮮人土工が密造酒を飲みながら臓物を食べる様子が描写されている。また、普通なら捨てるか肥料にするはずの臓物を、朝鮮女工が貰い受けて煮て食べるということもあった。1941年（昭和16年）10月には農林省告示第783号「牛及豚ノ内臓等ノ最高販売価格」が出されているが、佐々木道雄はこの内容は当時すでに牛や豚の内臓が食用として流通・販売されていたことを反映しているとしている。

## 占領期から現代
太平洋戦争後も、日本人の動物性タンパク源は魚肉が中心であった。食肉も1946年（昭和21年）からの物価統制令の対象となったが、1949年（昭和24年）には供給が需要に追いつき、いち早く対象から外されている。戦後食糧事情が悪化した1946年（昭和21年）から1947年（昭和22年）ごろ、主代用食として、アメリカ陸軍のレーションであった缶詰のランチョンミートが配給された。これ以外にも、米軍からの放出物資、あるいはその名を借りた盗品売買により、ランチョンミートは高価ではあったが食糧として一時的に普及した。
占領期の都会では、降伏直後から1949年（昭和24年）ごろまであった闇市などで犬や猫などを含む様々な獣肉が売られることもあった。例えば焼いた動物の臓物が「焼き鳥」として売られていた（ただし「牛豚の臓物の焼き鳥」自体は大正時代から存在する）。1946年（昭和21年）の『朝日新聞』には東京で野犬、畜犬を区別なく捕まえてその肉を闇市で売りさばき、3万円余を荒稼ぎした男が逮捕される記事が掲載されている。在日韓国人の金文善は著書『放浪伝』の中で、大阪の闇市で臓物を出汁と具にした「びっくりうどん」が売られて日本人に食べられているのを目撃したが、そのあまりの不潔ぶりに在日韓国人として臓物を食べなれている金でさえ食べられなかったと語っている。
1946年（昭和21年）末から学校給食が再開され、1950年（昭和25年）からはガリオア資金の援助により一部で完全給食（栄養価が考えられたおかず付きの給食）が実施され、1952年からは有償給食となって、肉食も提供されるようになった。また、1951年（昭和26年）に魚肉ソーセージ、1957年（昭和32年）頃にブロイラーが登場して、安価な食材を使っての食事の洋食化が進んだ。1960年（昭和35年）には牛の佃煮の缶詰として売られていたもののほとんどが馬肉や鯨肉であることが判明した「にせ牛缶事件」が発生して大きな社会問題となっている。1960～70年代の高度成長期からは食肉の需要が急増し、1975年（昭和50年）にはソーセージの材料として魚肉を逆転し、1988年（昭和63年）には実質供給タンパク質量で魚肉を逆転した。
内臓食も、昭和30年代以降は家庭料理として定着しはじめ、食肉生産の増大に伴って畜産副生物の流通も1975年頃には牛で1955年（昭和30年）の2倍、豚で10倍に近い水準に達した。1992年（平成4年）のもつ鍋ブームをきっかけに、家庭用食材として需要が定着した。